# Huyện Thành
Huyện Thành (tiếng Trung: 縣成; bính âm: Xian Cheng), hay Huyền Thành (懸成), Kiêu Thành (郻成), tự Tử Kỳ (子祺) hay Tử Hoành (子橫), Tử Mưu (子謀), tôn xưng Huyện Tử (縣子) người nước Lỗ thời Xuân thu, là một trong thất thập nhị hiền của Nho giáo.

## Cuộc đời
Cuộc đời của Huyện Thành không được ghi chép lại. Năm 72, thời Hán Minh Đế, Huyền Thành được phối thờ trong Khổng miếu.